# Carangoides malabaricus
Carangoides malabaricus es una especie de peces de la familia Carangidae en el orden de los Perciformes.

## Morfología
• Los machos pueden llegar alcanzar los 60 cm de longitud total.

## Distribución geográfica
Se encuentra desde las  costas del África Oriental hasta las de Sri Lanka, Golfo de Tailandia, Japón y Australia.